# Сомалійська рупія
Сомалійська рупія (італ. Rupia somala, сом. روپيا) — грошова одиниця Італійського Сомалі в 1909—1925.

## Історія
В 1893 випущені перші паперові гроші Італійського Сомалі в рупіях — банкноти в 5 рупій приватної компанії «V. Filonardi & Co».
У 1909 виходячи з королівського декрету від 28 січня 1909 № 95 розпочато випуск монет у безах, а в 1910, виходячи з декрету від 8 грудня 1910 — монет у рупіях. Нові монети мали замінити в обігу індійську рупію та талер Марії Терезії. Фактично, індійська рупія продовжувала використовуватися в обігу, не маючи статусу законного платіжного засобу. У 1920 Банк Італії розпочав випуск банкнот у рупіях.
1 липня 1925 введена нова грошова одиниця — ліра Сомалі. Обмін рупій на ліри проводився до 30 червня 1926 у співвідношенні 1 рупія = 8 лір.

## Монети та банкноти
Чеканились бронзові монети в 1, 2, 4 бези та срібні — в 1⁄4 , 1⁄2, 1 рупію.
Випускалися банкноти Банку Італії в 1, 5 та 10 рупій.